# Ha'amonga 'a Maui
El Ha'amonga 'a Maui («La Carga de Maui» en tongano) es un trilito de piedra situado en Tonga, en la parte oriental de la isla de Tongatapu en la localidad de Niutōua, en Heketā. Fue construido en el siglo XIII por el Tu'i Tā Tui en honor a sus dos hijos.  El monumento se le conoce como el "Stonehenge del Pacífico". 

## Etimología
El término Ha'amonga significa "un palo con carga en ambos extremos, llevado sobre el hombro". Maui es un héroe cultural en la mitología polinesia.

## Descripción
Ha'amonga 'a Maui está construido a base de tres losas de piedra caliza coralina. Tiene 5,2 m de alto, 1,4 m de ancho y 5,8 m de largo. El peso de la parte visible de cada piedra vertical es aproximadamente de entre 30 - 40 toneladas. Para soportar el travesaño se cortaron sendas mortajas profundas en la parte superior de cada piedra vertical para encajar dintel.
Cerca del trilito hay un trono de piedra llamado 'Esi Maka Fa'akinanga (inclinado contra la roca en tongano). Se dice que cuando el rey estaba sentado con la espalda apoyada en el trono, estaba a salvo de los asesinos que podían acercarse sigilosamente detrás de él, y con su largo bastón podía golpear de rodillas a todos los enemigos potenciales desde el frente. 

## Historia
Según los relatos tradicionales, el monumento fue realizado por el héroe popular Maui, ya que se pensaba que las piedras eran demasiado grandes para que las manipularan los mortales. Se suponía que Maui obtuvo las piedras de la isla 'Uvea y las llevó a Tonga en una canoa gigante.
Según las investigaciones históricas se sitúa su erección alrededor del año 1200 d. C., bajo Tā Tui, el undécimo Tu'i Tonga (rey de Tonga en tongano) y su gran jefe Lo'au, muy probablemente como puerta de entrada a Heketā, o al recinto real. Fue construido en honor a los dos hijos del rey, que están representados por las dos piedras verticales, y su vínculo representado por el dintel de piedra en la parte superior. 
El monumento y sus alrededores fueron declarados Parque Nacional Protegido en 1972. Algunos creen que es una marca que señala la dirección de Pulotu, el lugar de los dioses en las antiguas leyendas tonganas.

## Importancia astronómica
En 1967 el rey Taufa'ahau Tupou IV llegó a creer que Ha'amonga 'a Maui tenía un significado astronómico, al indicar la posición de la salida del sol en los solsticios y equinoccios . Esta teoría está respaldada por la investigación del historiador tongano Tevita Falequien defiende que hay una marca en forma de "V" en la parte superior del dintel que se alinea con la salida del sol durante los solsticios y equinoccios. 
En cambio, el escritor Kik Velt no está de acuerdo con las conclusiones del rey Taufa'ahau Tupou IV y Tevita Fale[cita requerida] ya que sostiene que la V en la parte superior es una flecha dirigida a lo largo del eje principal del dintel (aproximadamente ESE, 117 ° 5 E de N), solo 10cm de largo, demasiado corto para ser un indicador confiable de cualquier dirección.

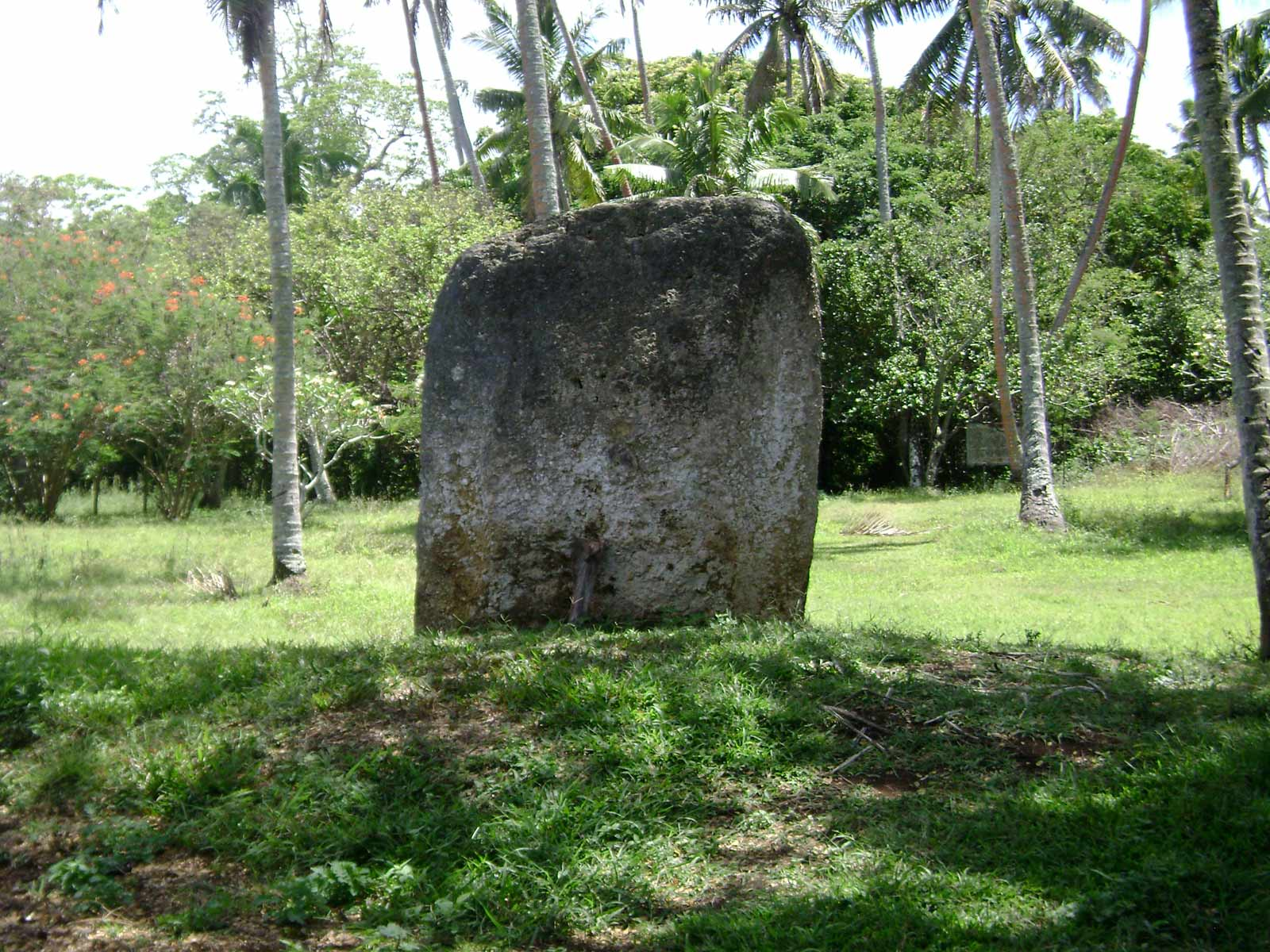
Trono de piedra Maka Fa'akinanga.
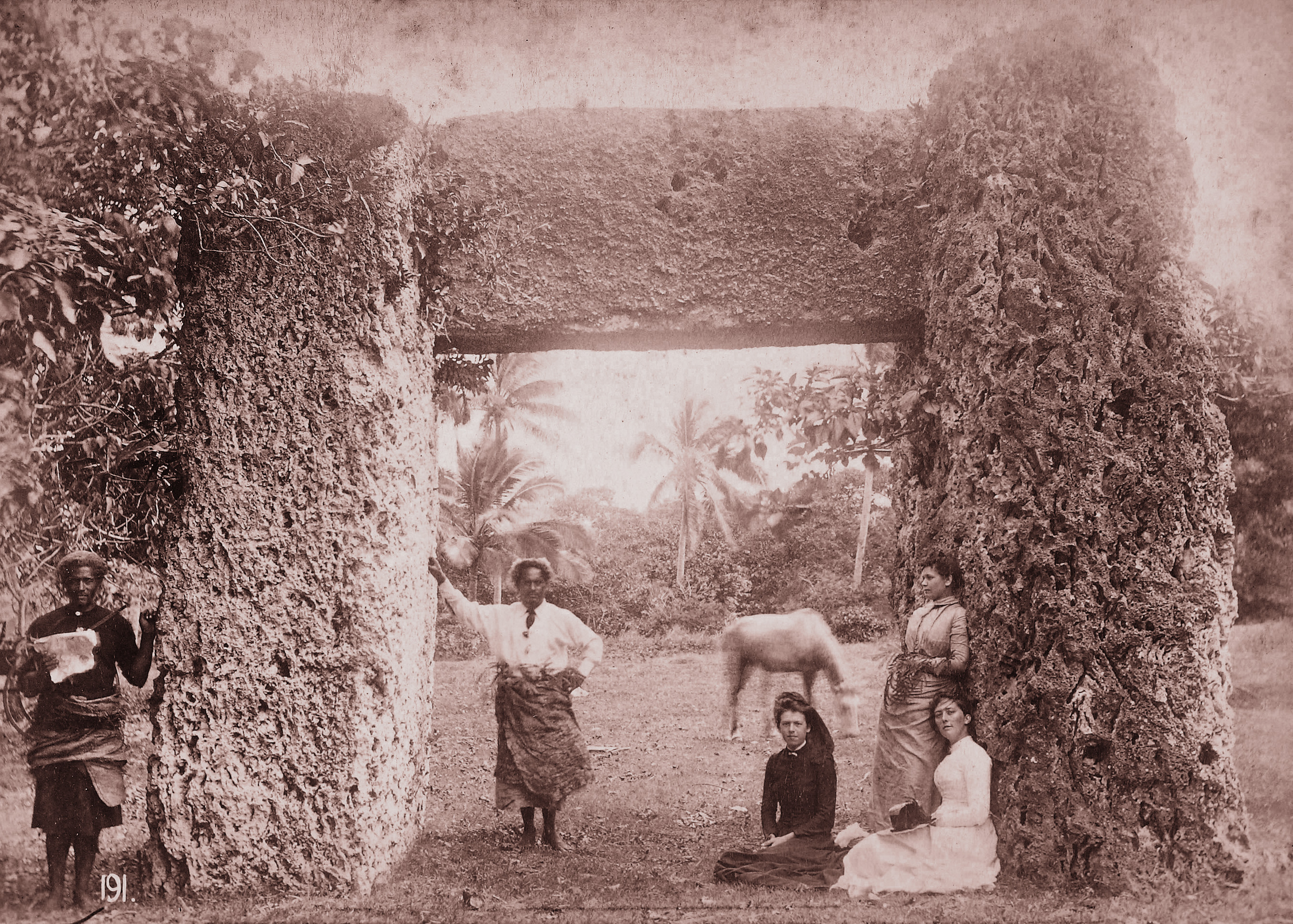
Fotografía los años 80 del siglo XIX, vista frontal.
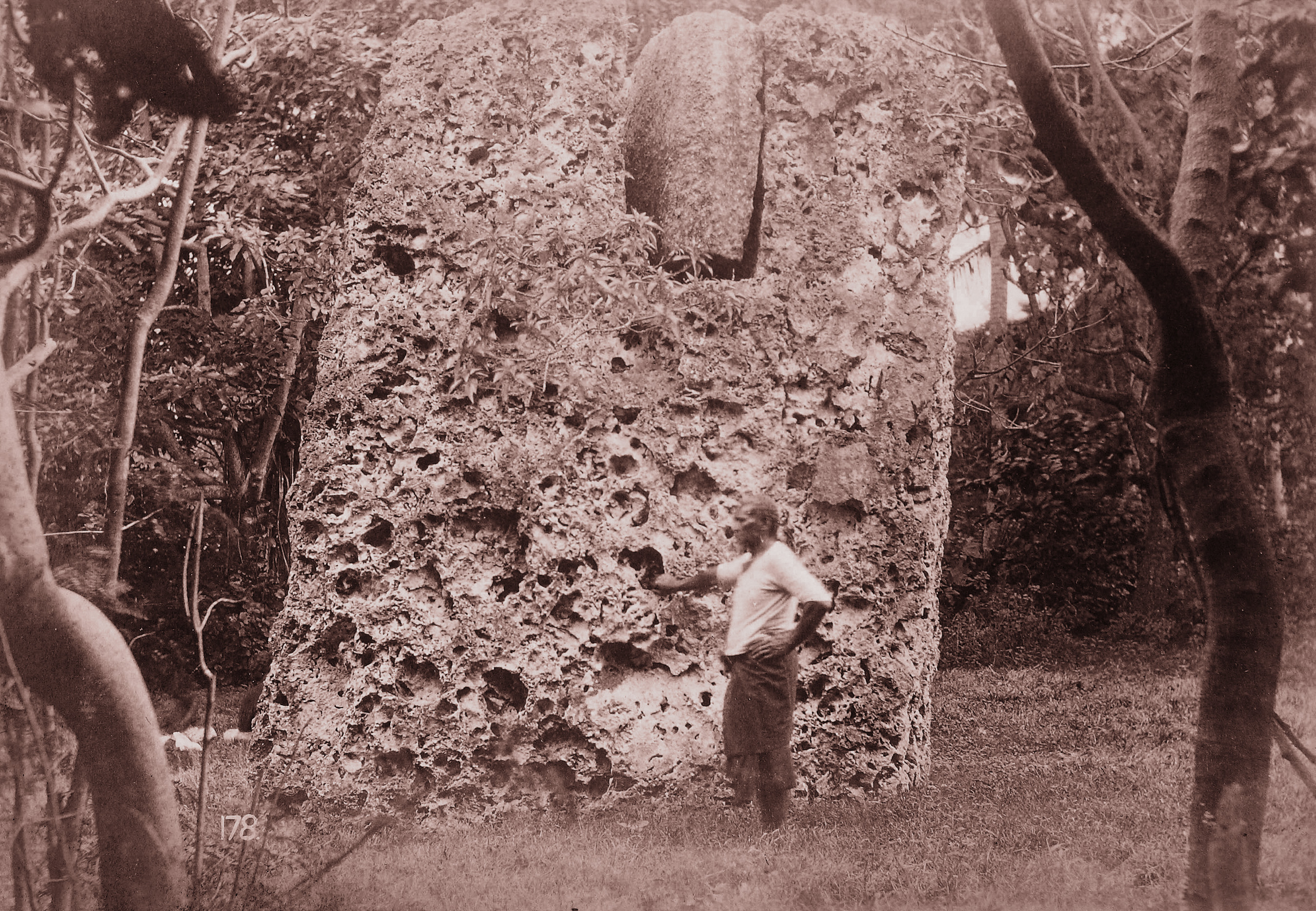
Fotografía de 1880, vista lateral.
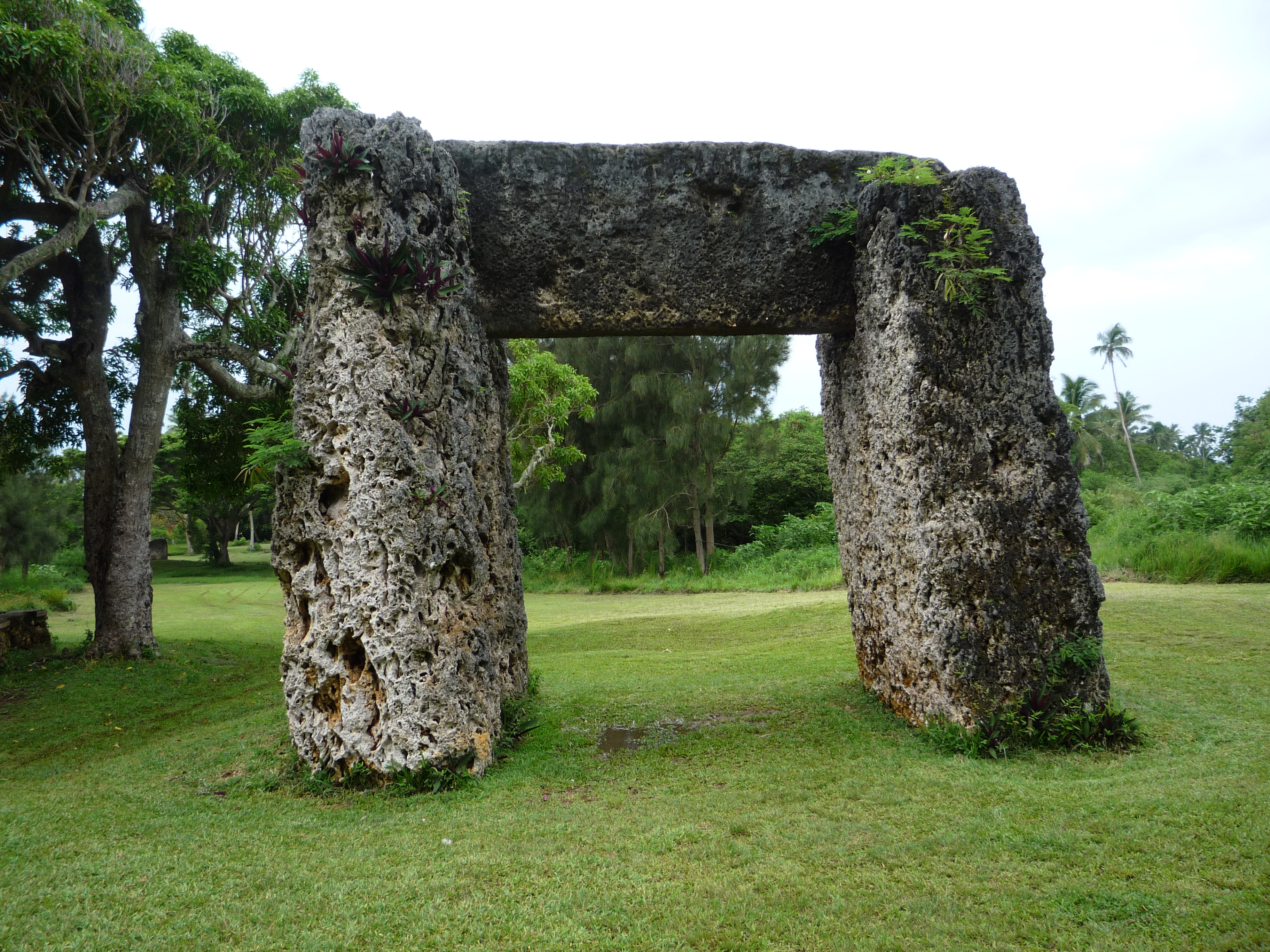
Vista frontal
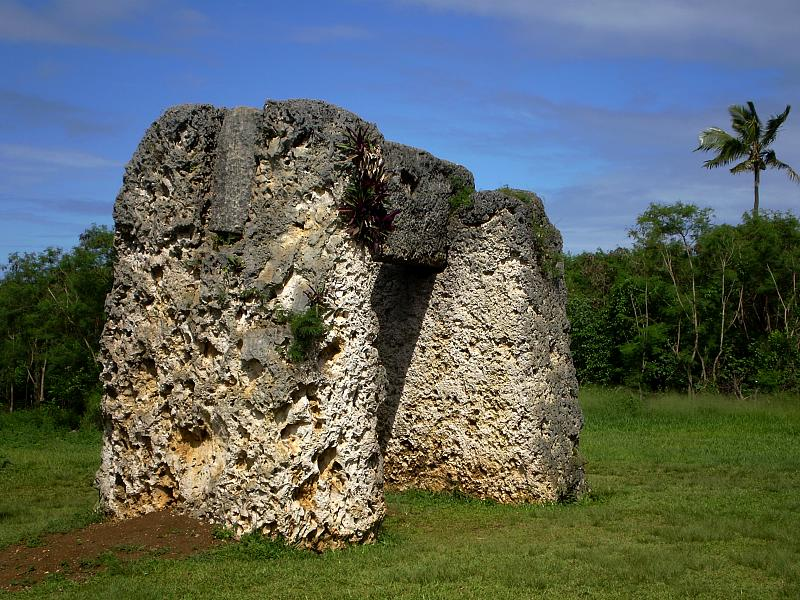
Vista lateral